# Rathbunella
Rathbunella är ett släkte av fiskar. Rathbunella ingår i familjen Bathymasteridae.
Kladogram enligt Catalogue of Life:
| Rathbunella | \| \| Rathbunella alleni \| \| \| \| \| \| Rathbunella hypoplecta \| \| \| \| |
|             | \| \| Rathbunella alleni \| \| \| \| \| \| Rathbunella hypoplecta \| \| \| \| |
|             | Bathymaster                                                                   |
|             |                                                                               |
|             | Ronquilus                                                                     |
|             |                                                                               |
|             | Rathbunella alleni                                                            |
|             |                                                                               |
|             | Rathbunella hypoplecta                                                        |
|             |                                                                               |

|  | Rathbunella alleni     |
|  |                        |
|  | Rathbunella hypoplecta |
|  |                        |